# Parc Central de Sant Cugat
El Parc Central és un espai verd d'una superfície de 50.000 m² situat en els barris de Sant Domènec i El Colomer de Sant Cugat del Vallès. Es va construir entre els anys 1996 i 1998 per encàrrec de l'ajuntament de Sant Cugat i el disseny va anar a càrrec del despatx d'arquitectes Batlle i Roig.
El parc s'assenta en una petita vall i aprofita una antiga riera. S'estén des del centre de la població, al costat de les vies dels Ferrocarrils de la Generalitat de Catalunya, fins al Turó de Can Mates.
El Parc Central és recorregut longitudinalment per un torrent i un camí paral·lel a aquest que permet recórrer tot el parc d'inici a final. Per altra banda, hi ha un seguit de camins transversals que permeten la connexió del parc amb els carrers adjacents.
La vegetació és pròpia dels ecosistemes de la zona. Trobem una alineació d'arbres i arbustos de fulla caduca sobre el torrent i el camí longitudinal, arbres de fulla perenne sobre en els camins transversals, així com petits boscos de fulla perenne en la demarcació dels camps i diversos tipus de gramínies a les praderies. Dintre de les especies d'arbres que hi ha al parc, sobresurten el plàtan, l'àlber blanc i el pollancre de fulla caduca i el pi blanc, l'alzina i el roure de fulla perenne.
Dintre del parc hi ha dues àrees de joc infantil, que es troben per sobre i per sota del carrer de Pere Serra. També hi ha taules de pícnic, taules de ping-pong i un carril bici que connecta el centre de la ciutat amb el Parc Central i el Turó de Can Mates.